# Tomosvaryella sepulta
Tomosvaryella sepulta är en tvåvingeart som beskrevs av De Meyer 1997. Tomosvaryella sepulta ingår i släktet Tomosvaryella och familjen ögonflugor. Inga underarter finns listade i Catalogue of Life.